# 小行星21700
小行星21700（21700 Caseynicole）是一颗绕太阳运转的小行星，为主小行星带小行星。该小行星于1999年9月7日发现。

## 轨道参数
小行星21700的轨道半长轴为2.5910939 UA，离心率为0.151。